# Campania prezidențială a lui Donald Trump din 2000
Magnatul imobiliar din New York Donald Trump a anunțat crearea unui comitet de explorare prezidențial în ediția din 7 octombrie 1999 a emisiunii Larry King Live pe CNN. Deși Trump nu ocupase niciodată funcții alese, el era bine cunoscut pentru comentariile sale frecvente legate de afacerile publice și exploatările de afaceri în calitate de șef al organizației sale. În 1988, el a avut în vedere o candidatură la președinție sub tutela Partidului Republican, însă în final nu va face această alegere. Pentru 2000, guvernatorul statului Minnesota Jesse Ventura l-a convins pe Trump să-și încerce nominalizarea prezidențială în cadrul Partidului Reformelor, partid care intrase într-o perioadă de declin, în ciuda faptului că avea acces la vot și se califica pentru fonduri egale ca urmare a campaniei prezidențiale din 1996 a omului de afaceri Ross Perot sub tutela sa. Conflicte interne în cadrul partidului îi vor determina pe Ventura și Trump să-l părăsească, acesta din urmă anunțându-și retragerea din cursa electorală în februarie 2000.